# 士庄伯
士弱（？—？），即士庄伯，中国春秋时期晋国的大夫。
前564年，晋国伐郑国，定盟，士弱写盟誓，说郑国必须唯晋国之命是从。子驷说郑国必须唯有礼和能保护郑国国民的大国之命是从。前555年，晋国等十二国伐齐国，至临淄，士弱焚申池的竹木。前548年，郑国子产伐陈国，向晋国奉献战利品，穿着军服主持事务。晋国的士庄伯质问陈国的罪过，子产巧妙回答，士弱无言以对。前547年，卫献公到晋国，被扣到了士弱那里。